# 司法院釋字第457號解釋
大法官會議釋字第457號釋憲案為中華民國（臺灣）司法院大法官在1998年6月12日公布的一項憲法解釋文。解釋之爭點在於：行政院退除役官兵輔導委員會（退輔會）的房舍土地處理要點中，禁止出嫁女兒繼承之規定是否違憲。而大法官會議做出本號解釋認為，退輔會之前述法規違反憲法平等原則及消除歧視之要求，主管機關應於本解釋公布之日起六個月內檢討相關規定。

## 解釋背景
本案由聲請人藍女士委託訴訟代理人尤美女、郭慧雯，於1995年7月4日提起釋憲聲請。藍女本姓王，於1979年（民國六十八年）間與陳先生結婚，1988年（民國七十七年）1月23日為國軍退除役官兵輔導委員會屏東農場（以下簡稱為屏東農場）場員藍先生收養為養女，從養父姓藍。藍女士在未正式被收養前，就已經奉養藍先生多年，並與養父及先生共同耕作及經營該農場內的三筆土地。但養父藍先生於1990年9月18日病逝後，屏東農場即頻頻催促拆屋還地:3-4。
藍女士於1992年4月14日申請繼承續予耕作，但屏東農場以「依行政院國軍退除役官兵輔導委員會⋯⋯，頒發各農場管理房舍土地處理要點第四點第三項：死亡場員之遺眷，如改嫁他人而無子女或僅有女兒，其女兒出嫁後，均應無條件收回土地及房舍之規定」，答覆藍女士説「歉難辦理繼耕」而加以拒絕。藍女在訴願及再訴願均被駁回之情況下，於1993年3月1日提起行政訴訟，但行政法院八十二年度裁字第五六四號裁定認為這是「人民與政府機關間私權爭執，則⋯⋯應循民事訴訟程序解決，非屬行政爭訟之審究範圍」為由，駁回該行政訴訟，藍女士只好再提起民事訴訟。但歷經三審的訴訟程序，法院都認為聲請人於結婚後被收養為養女，與僅有女兒而後出嫁之情形完全相同，而拒絕聲請人繼續耕作其養父生前所配耕之三筆土地:4。
故藍女士不得不聲請釋憲，主張這個行政規定准許兒子繼受土地及眷舍，沒有任何限制條件，一律不許收回土地；對女兒卻加諸出嫁即予收回土地之限制，造成基本權利之侵害，是對女性的不平等待遇，有違反憲法第七條平等原則，及憲法增修條文第九條第五項消除性別歧視，促進兩性地位之實質平等之規範認主張，應該視為無效:4-5。

## 舉行公聽會
1995年7月4日，由當時的立委謝長廷、葉菊蘭和婦女新知基金會合辦，針對退輔會農地開發繼耕權的性別歧視舉行立法院公聽會，希望退輔會立即修改「行政院國軍退除役官兵輔導委員會各農場有眷場員就醫、就養或死亡開缺後房舍土地處理要點」第四條第三項的規定。同時婦女團體亦為該案提出釋憲聲請。
在公聽會上，藍女士自述其依循訴訟程序爭取權利的過程。他提到：「我碰到的是比強盜流氓還沒有人性的惡法。於是，我展開一連串的自救行動：送陳情、訴願、再訴願，但全數遭到駁回；接著我提起行政訴訟，然而，其判決竟要我回頭透過民事解決。」並且藍女士也因這段期間的經歷，發現並非僅只他一人為此惡法的受害者，有場員的女兒因此不敢結婚；也有場員的女兒在其父親過世以後趕去辦離婚手續。並且在普通法院三審均遭駁回後，與時任婦女新知基金會董事長的尤美女商量後，決定聲請釋憲。
尤美女亦指出，這是殘存的父權封建思想，以法律、行政命令的形式，公然歧視女性，形同「單身條款」。
婦女團體並且發布聲明要求大法官會議：「一、宣告『行政院國軍退除役官兵輔導委員會各農場有眷場員就醫、就養或死亡開缺後房舍土地處理要點』第四條第三項之規定違憲，自即日起當然失效。二、宣告『民事法院依上開規定而諭知聲請人敗訴之確定判決』違憲。」

## 大法官會議成員
當時會議主席為司法院長施啟揚。
其他參與解釋作成具名於該號解釋文之大法官有:翁岳生、劉鐵錚、吳庚、王和雄、王澤鑑、林永謀、林國賢、施文森、城仲模、孫森焱、陳計男、曾華松、董翔飛、楊慧英、戴東雄、蘇俊雄。

## 解釋結果
大法官會議釋字第457號釋憲案，是針對行政院國軍退除役官兵輔導委員會，曾經發布「本會各農場有眷場員就醫、就養或死亡開缺後房舍土地處理要點」。該規定原本基於照顧榮民及其遺眷之生活，而可在一定條件下配耕國有農場的土地，這屬於政府對榮民的特殊優惠措施。在配耕的榮民死亡，或認定為借貸之目的使用完畢時，主管機關原本應要終止契約收回耕地，使國家資源得合理運用。不過因為這個房舍土地處理要點在第四點第三項中明定：「死亡場員之遺眷如改嫁他人而無子女者或僅有女兒，其女兒出嫁後均應無條件收回土地及眷舍，如有兒子准由兒子繼承其權利」，造成是榮民之兒子，不論結婚與否，都承認兒子有有謂繼承之權利，但如果遺眷改嫁，或是遺眷無子女或只有女兒，當女兒出嫁，就都要無條件收回土地及眷舍。
故大法官作成解釋，認處理本應考量眷屬之範圍應否及於子女，並衡量其謀生、耕作能力，是否的確有應繼續輔導之必要，要依男女平等原則，妥為規劃。這個房舍土地處理要點第四點第三項：「死亡場員之遺眷如改嫁他人而無子女者或僅有女兒，其女兒出嫁後均應無條件收回土地及眷舍，如有兒子准由兒子繼承其權利」，造成榮民之兒子，不論結婚與否，均可承認其所謂繼承之權利，認該規定僅以性別及已否結婚，對特定女性為差別待遇，與憲法第7條性別平等原則不符，要求主管機關應於本解釋公布之日起六個月內，就相關規定檢討，妥為處理。

## 影響

### 修法
該法規經大法官87年6月12日公布解釋文宣告違憲並要求檢討後，於87年12月16日主管機關行政院國軍退除役官兵輔導委員會依(87)輔肆字第25 08號函修正發布修正之行政規則名稱及全文6點，並自函發日實施。 (原名:本會各農場有眷場員就醫、就養開缺或死亡除名後，其原分配耕房舍及土地處理要點，改為「國軍退除役官兵輔導委員會農場有眷場員亡故後遺眷申辦繼耕作業要點」)，將申請繼耕資格改為特定條件之遺眷、成年子女或養子女，並刪除女兒出嫁後無條件收回配耕之規定。

### 婦女運動的意義
現代國家內許多法律關係，即使是如本案中認定為民事使用借貸關係，但又有繼承的權益，在規定中卻以性別及婚姻狀況作出不同的差別對待，特別針對女性增加限制，但男子卻不受限制，也無條件可以主張繼耕，導致許多女性因擔心喪失繼耕資格而不敢結婚，或是不敢為結婚登記，惟恐因此喪失資格，影響女性的財產及工作權。故本件釋憲案對國家與人民訂定雖屬民事之私法契約，仍不許因性別及婚姻狀態而對男女為不合理之差別待遇，甚具指標意義。

## 外部連結
- （繁體中文） 釋字第 457 號 【退輔會之房舍土地處理要點，禁出嫁女繼承之規定違憲？】（页面存档备份，存于）